# 神田理江
神田理江（1978年8月16日—），日本女性配音員，出身於東京都，隸屬於81 Produce。血型為AB型。

## 演出作品

### 電視動畫
2000年
- 萬有引力（女、歌迷(Mayu)、店員、醫院櫃檯、客人）

2001年
- （女子）
- NOIR（學生B）
- 花右京女侍隊（女侍1、潛入工作員A、美術教師、情報部女侍A）
- 宇宙人形17（金子稔）

2002年
- 朝霧的巫女（岬原いずみ）
- 五九戰記（女性客1）
- 白色猎人
- 銀河戰警（女學生1）
- 爆斗宣言大钢弹（リン）
- 魔法咪路咪路（亮亮）

2003年
- 貯金大冒險（プラム）
- 變形金剛：微型傳說（小孩）
- 冒險遊記（蓽克萊雅、花田 / 花田君）
- 魔偵探洛基（女性A）
- 闇與帽子與書的旅人（セイレン）

2004年
- MADLAX（女學生B）
- 月は東に日は西に ～Operation Sanctuary～（藤枝保奈美）

2005年
- 高機動交響曲GPO（齊藤奈津子）

2006年
- 機神咆吼DEMONBANE（アル・アジフ）
- 銀魂（おけい）

2007年
- 名偵探柯南（乘務員A）

2010年
- FORTUNE ARTERIAL -紅色約定-（千堂瑛里華）

### OVA
2006年
- 蜜×蜜水果糖（維原紅亞）

### 遊戲
2004年
- 月東日西 〜Operation Sanctuary〜（藤枝保奈美）

2015年
- Nitro+ Blasterz -Heroines Infinite Duel-（阿爾．阿吉夫）
- Nitro+ Blasterz -Heroines Infinite Duel-（Another Blood）

## 外部連結
- （日語） 神田理江：所属俳優：81produce，事務所上的介紹頁面。
- （日語） 神田理江かぷちーの （页面存档备份，存于），神田的網誌。